# 梁城
梁城，又称梁誠，山西稷山人，明朝政治人物，进士出身。

## 生平
洪武二十九年，丙子科鄉試中舉。洪武三十年（1385年）乙丑科登進士，授淳化縣知縣。